# 董治良
董治良（1955年11月—），男，汉族，云南保山人，中华人民共和国政治人物，二级大法官，曾任云南省高级人民法院副院长、党组副书记，海南省高级人民法院院长、党组书记。